# Luigi Borgomainerio
Luigi Borgomainerio, né en 1834 et mort en 1876, est un caricaturiste important du XIXe siècle italien. Il est également graveur, peintre et décorateur.

## Biographie
Né à Côme le 5 novembre 1834 de Giovanni et Rosa Rainoldi.
En 1848, son père l'envoie à Milan suivre des cours de peinture à l'Académie des beaux-arts de Brera ; il y fréquente les artistes Domenico et Gerolamo Induno, Giuseppe (d) et Sebastiano De Albertis (it) et surtout les artistes scapigliati, dont il est très proche. Il illustre notamment I cento anni (Gazzetta Ufficiale di Milano, app., 1857-58) de Giuseppe Rovani.
Quoique proche d'eux humainement, il n'adhère pas totalement à leur démarche artistique ni à leurs attitudes trop radicales et rebelles. D'un tempérament dynamique et industrieux, il participe très activement aux initiatives du Circolo degli artisti et est l'un des fondateurs de la Famiglia artistica.
Borgomainerio a conçu des décors de théâtre et a dessiné des meubles pour des maisons seigneuriales, fondant également, selon une nouvelle rapportée dans la nécrologie d'Illustrazione italiana, « une usine de meubles artistiques ».
Son activité principale demeure néanmoins la caricature, au dessin satirique : Borgomainerio se distingue d'ailleurs comme étant l'un des caricaturistes les plus habiles dans le Spirito Folletto (esprit sauvage). Signant Don Ciccio ou Nemo, il collabore intensément avec de nombreux journaux humoristiques de l'époque — Spirito Folletto, Il Rabadan, Il Fischietto, L'Uomo di pietra, Il Diavolo a quattro et Il Mefistofele — et est le fondateur de la revue Mefistofele,.
Luigi Borgomainerio se rend à Paris avec l'éditeur E. Sonzogno, où il publie ses dessins dans L'Illustration et Le Figaro. L'Encyclopédie Treccani définit ses caricatures comme étant « caractérisées par un signe rapide, incisif et en même temps contrôlé et précis, capable d'une caractérisation physionomique soignée ».
Il peint aussi, quoique peu et tardivement. On connaît peu de ses tableaux et de leur emplacement : Il genio dell'Umanità (« Le Génie de l'humanité »), L'entrata di Alfonso XII in Madrid (« L'entrée d'Alphonse XII à Madrid ») et I fidanzati della morte (« Les fiancés de la mort »).
En 1874, il se rend à Sao Paulo, au Brésil, où il dirige le journal humoristique La Vida Fluminense, puis prend la direction de l'école de dessin de l'Académie des beaux-arts.
Luigi Borgomainerio meurt de la fièvre jaune à Rio de Janeiro le 3 mars 1876.